# Küçük Kaymaklı
Küçük Kaymaklı Türk Spor Kulübü este un club de fotbal din Cipru de Nord care evoluează în Birinci Lig.

## Palmares
- Birinci Lig ((3)): 1962-63, 1984-85, 1985-86
- Cumhurbașkanlığı Kupası ((1)): 1997

Finalistă (3): 1985, 1986, 1998
- Dr. Fazıl Küçük Kupası ((2)): 1997, 2001

Finalistă (1): 1998
- Bașbakanlık Kupası ((1)): 1998, 2001

Finalistă (2): 1991, 1999